# Calyptosepalum sumatranum
Calyptosepalum sumatranum är en tvåhjärtbladig växtart som beskrevs av Spencer Le Marchant Moore. Calyptosepalum sumatranum ingår i släktet Calyptosepalum och familjen Amphorogynaceae. Inga underarter finns listade i Catalogue of Life.